# Clare Lombardelli
Clare Lombardelli  est une économiste britannique. Elle est vice-gouverneure chargée de la politique monétaire de la Banque d'Angleterre à depuis le 1er juillet 2024 et fait partie du comité de politique monétaire (MPC) composé de neuf membres. Elle est par ailleurs membre de l'ordre du Bain et membre de l'académie des  sciences sociales (en).
Elle obtient une licence en philosophie, politique et économie du Magdalen College d'Oxford et une maîtrise en économie de la London School of Economics,.
Elle commencé sa carrière à la Banque d'Angleterre, puis travaille pour le Trésor de Sa Majesté et est conseillère auprès de David Cameron, George Osborne, Philip Hammond, Sajid Javid et Rishi Sunak.
Lombardelli est économiste en chef de l'OCDE (Organisation de coopération et de développement économiques) depuis mai 2023,.
Elle est élue membre de l'Académie des sciences sociales en 2021. Elle est nommée Compagnon de l'Ordre du Bain (CB) pour service public lors des Birthday Honours de 2022.